# Cathode-Ray Tube Amusement Device

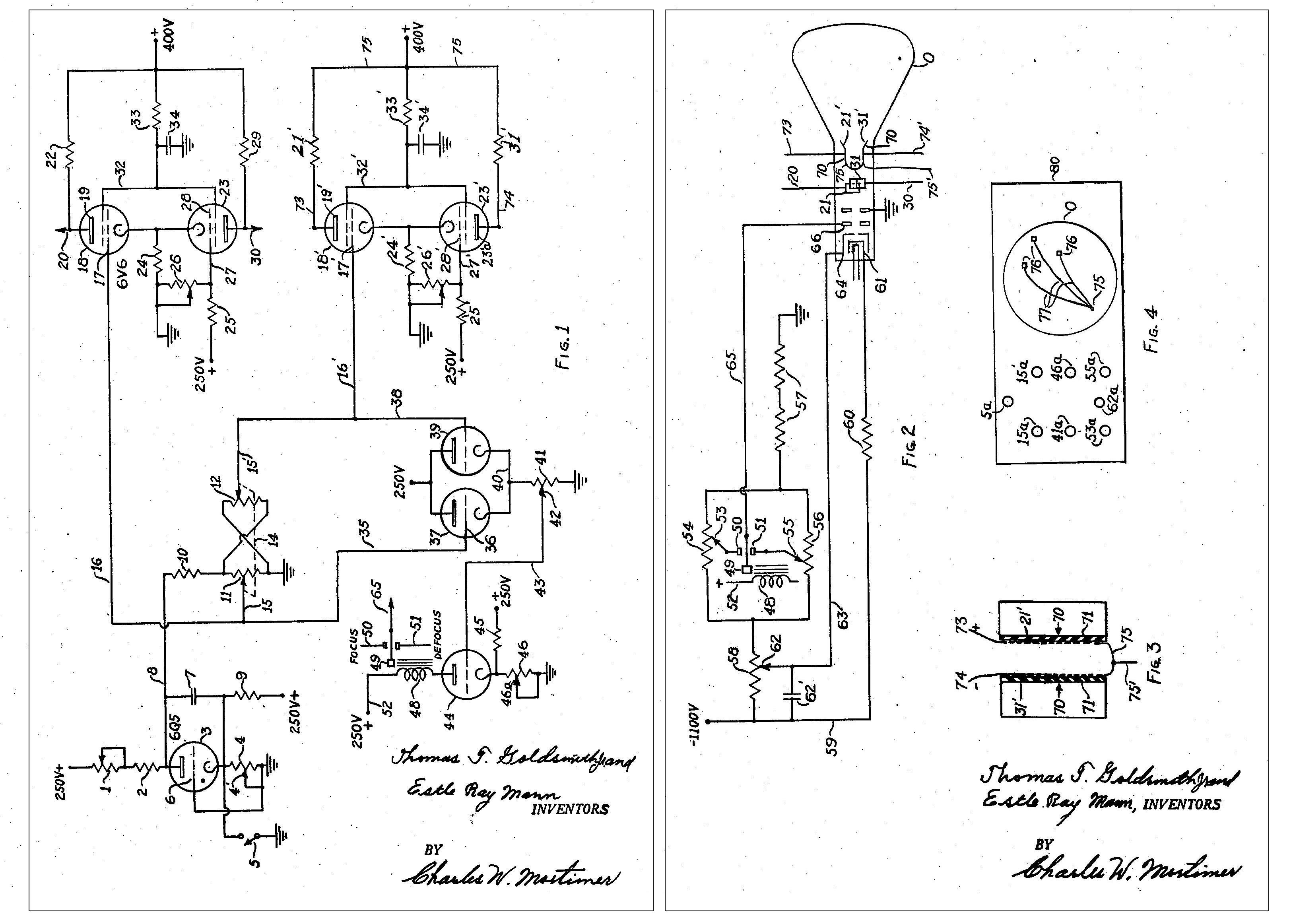
Schemat obwodów Cathode Ray Tube Amusement Device

Cathode-Ray Tube Amusement Device – wczesna forma elektronicznej gry interaktywnej. Projekt został stworzony w 1947 roku przez dwóch inżynierów: Thomasa T. Goldsmitha Jr. i Estle'a Raya Manna. Opatentowano go w roku 1948. Jest to urządzenie wyłącznie elektromechaniczne i nie posiada żadnych elementów programowalnych. Z tego powodu nie można go nazwać pierwszą grą komputerową, lecz pierwszą grą wideo. Był to prosty symulator rakiety.
Gracz stał lub siedział przed ekranem zamontowanym w szafce. Ekran symulował wyświetlacz radaru z samolotami i innymi celami na przezroczystej nakładce, zazwyczaj z papieru. Gracz używał pokrętła do manipulacji świetlną kropką po ekranie. Kropka symulowała rakietę. Gracz musiał w określonym czasie wymierzyć w pożądany cel, po czym zainicjować strzał przyciskając odpowiedni przycisk. Jeśli wycelował poprawnie, silny impuls z lampy katodowej powodował nagłe rozjaśnienie i zamazanie ekranu w danym miejscu, symulując eksplozję. Układ mógł być modyfikowany dla zwiększenia trudności rozgrywki.
Niestety, wysokie ceny elementów składowych przeszkodziły grze w osiągnięciu komercyjnego sukcesu. Stworzono tylko kilka działających kopii. Aktualnie nie istnieje żaden funkcjonujący egzemplarz.